# 140-е годы
140-е (сто сороковы́е) го́ды по юлианскому календарю — промежуток времени с 1 января 140 года по 31 декабря 149 года, включающий 140 год 4-го десятилетия   и с 141 по 149 годы    5-го десятилетия II века 1-го тысячелетия.  Они закончились 1876 лет назад.

## Важнейшие события

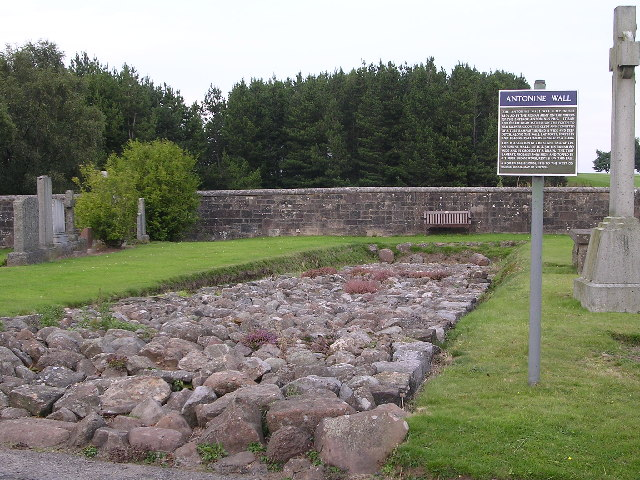
Остатки вала Антонина

- 140-е годы — продолжается правление римского императора Антонина Пия (138—161).
- ранние 140-е годы — захват юга нынешней Шотландии римской армией, начало строительства стены Антонина[1][2].
- начало и середина 140-х годов — в Риме распространяется учение маркионитов, римская церковь отлучает его основателя Маркиона[3][4].
- 140-е годы — усиление восстаний в империи Хань[5][6].
- 140-е годы — царь Иберии Фарсман II посещает Рим[7].